# Acheregg
Die Acheregg ist eine Stelle am östlichen Ende des Bergrückens des Loppers im Gebiet von Stansstad im Kanton Nidwalden. Hier befindet sich eine Seeenge, die den Alpnachersee vom Hauptteil des Vierwaldstättersees trennt. Die Acheregg war im frühen Mittelalter ein schier unüberwindbares Hindernis auf dem Weg von Luzern nach Stans.

## Name
Acher ist schweizerdeutsch für Acker, der Namensteil Egg bezeichnet einen Geländerücken oder Bergvorsprung.

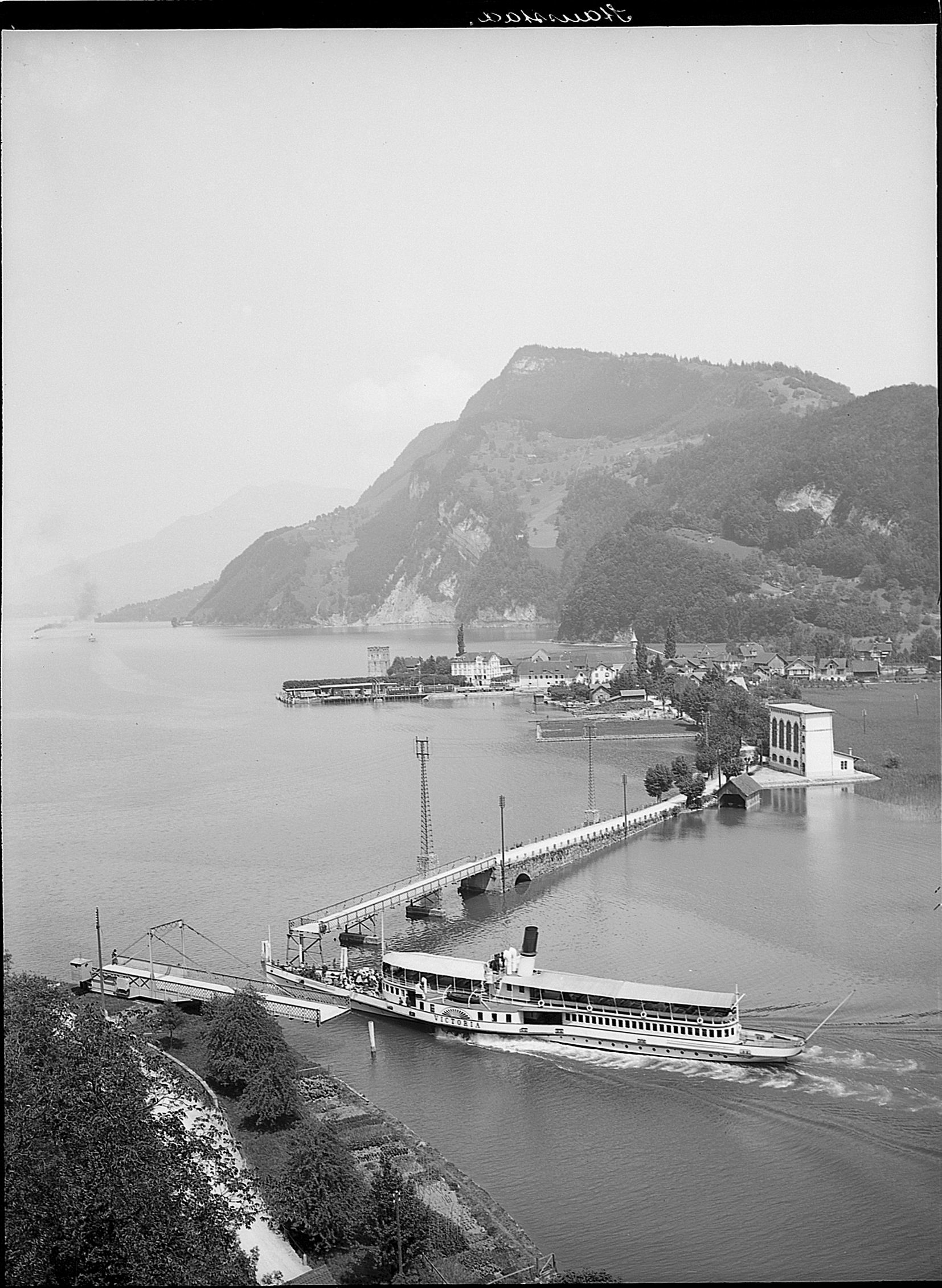
Drehbrücke um 1907

## Frühere Achereggbrücken
Nach einer ersten, im 12. Jahrhundert gebauten Achereggbrücke gab es während langer Zeit keinen festen Seeübergang an dieser Stelle mehr. Erst 1860 wurde wieder eine steinerne Brücke zur neuen Uferstrasse zwischen Alpnach und Hergiswil gebaut. Damit die Durchfahrt der Dampfschiffe in den Alpnachersee weiterhin möglich war, wurde in das Bauwerk eine Zugbrücke eingebaut. Diese wurde bereits 1887 durch eine Drehbrücke ersetzt, wodurch die Öffnung für die Schiffe auf 18 Meter verbreitert werden konnte. 1914 wurde eine neue Drehbrücke gebaut, bei welcher das drehende Brückenteil statt von Hand nun motorisiert zur Seite gedreht werden konnte und die auch schwerere Fahrzeuge tragen konnte. Trotzdem entstanden vor allem im Rahmen der zunehmenden Motorisierung in der Nachkriegszeit jeweils immer längere Staus, wenn die Brücke geöffnet werden musste.

## Heutige Brücken

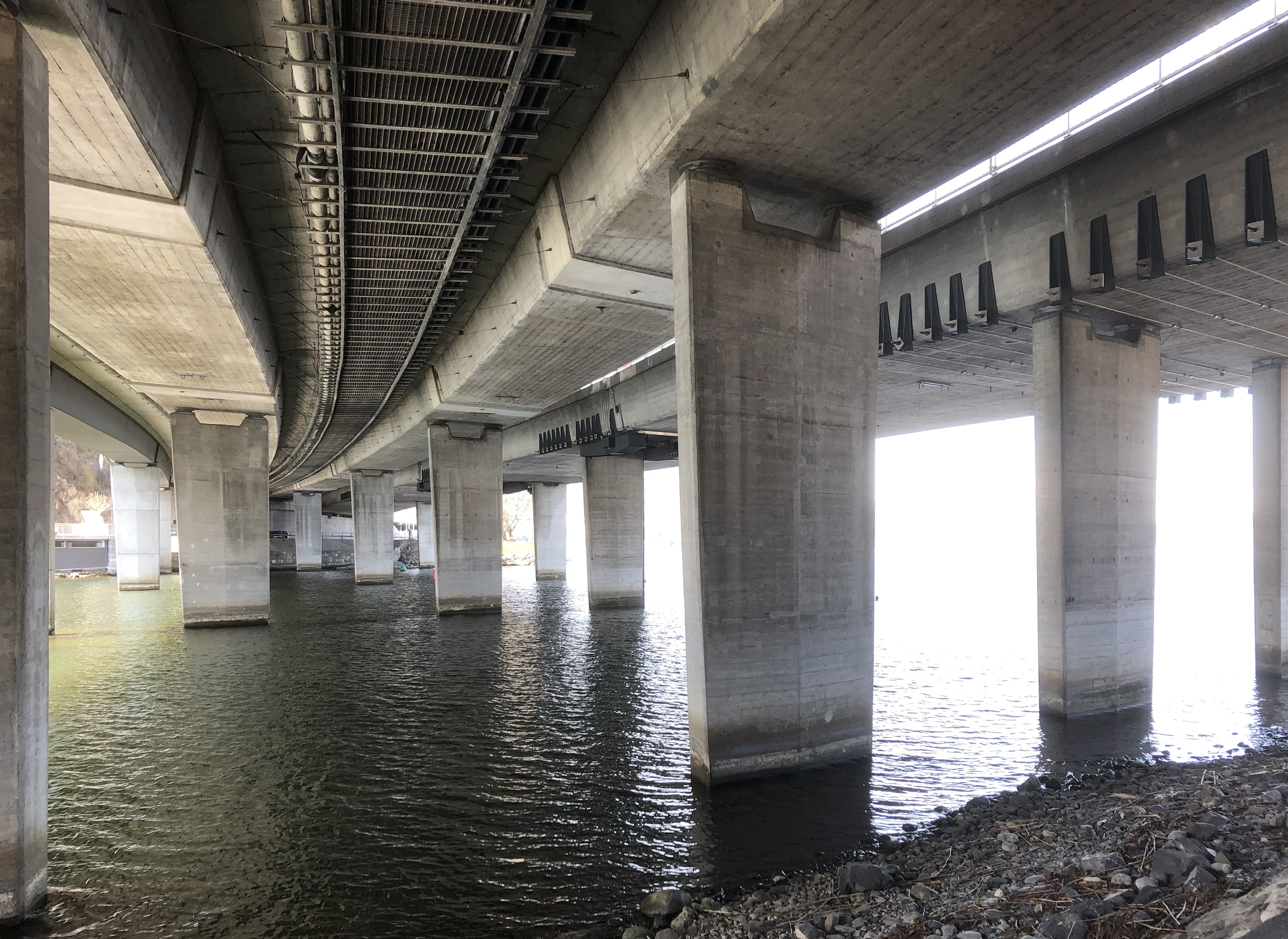
Pfeiler der Autobahn-, Eisenbahn- und Strassenbrücken

Dicht nebeneinander überspannen zwei Brücken die Seeenge. Zum einen die Brücke der Autobahn A2. Zum andern die zwischen 1961 und 1964 erbaute Brücke mit dem Bahngleis der Luzern-Stans-Engelberg-Bahn, der Kantonsstrasse und einem Trottoir. Diese 200 Meter lange und 16,4 Meter breite Brücke besteht aus einem Gerberträgersystem aus fünf Feldern. Die auf vier mal zwei Pfeilern aufgelegte Brücke ist in Längsrichtung voll vorgespannt. Die Brücke wurde von 2015 bis 2016 saniert und verstärkt.
Täglich passieren etwa 40'000 Fahrzeuge die Brücke der A2 und etwa 6'700 Fahrzeuge die Brücke der Kantonsstrasse.
Nur das besonders ausgerüstete Dampfschiff Unterwalden und einige Motorschiffe der Schifffahrtsgesellschaft Vierwaldstättersee können unter den Brücken passieren und in den Alpnachersee fahren, indem sie entweder ihren Schornstein und ihr Steuerhaus oder ihren Mast einziehen beziehungsweise herunterklappen.

## Kapelle

Lopperkapelle und Autobahn im Bau, am Seeufer das ehemalige Hotel Acheregg, 1964

Etwas oberhalb der Acheregg steht am Hang des Loppers die Lopperkapelle. Die Kapelle wurde von 1964 bis 1965 von der Familie des Hergiswiler Industriellen Alfred F. Schindler (siehe Schindler Holding) gebaut und dem Kanton Nidwalden gestiftet. «Dies als Zeichen des Dankes für das grosse Bauwerk mit Loppertunnel und Achereggbrücke – und dass während der Bauarbeiten niemand ernsthaft zu Schaden kam.» Sie wurde zuletzt im Sommer 2022 renoviert und ist üblicherweise von November bis April geschlossen.

## Dokumente
- Urs Odermatt: Lopper. Dokumentarfilm, 1991. Mit historischem Filmmaterial von 1962 von Arnold Odermatt zum frühen Schweizer Autobahnbau bei der Acheregg und beim Loppertunnel.[6]